# Villette-sur-Aube
Villette-sur-Aube település Franciaországban, Aube megyében. Lakosainak száma 252 fő (2022. január 1.). Villette-sur-Aube Arcis-sur-Aube, Nozay, Ormes és Pouan-les-Vallées községekkel határos.

## Népesség
A település népessége az elmúlt években az alábbi módon változott:
| Lakosok száma | 186  | 194  | 181  | 216  | 261  | 263  | 258  | 248  | 249  | 252  |
|               | 1968 | 1982 | 1990 | 2006 | 2013 | 2015 | 2017 | 2019 | 2020 | 2022 |